# Siedlung Wiesenau (Frankfurt am Main)
Die Siedlung Wiesenau befindet sich im Frankfurter Stadtteil Niederursel östlich des historischen Ortskerns und südlich des Urselbachs.

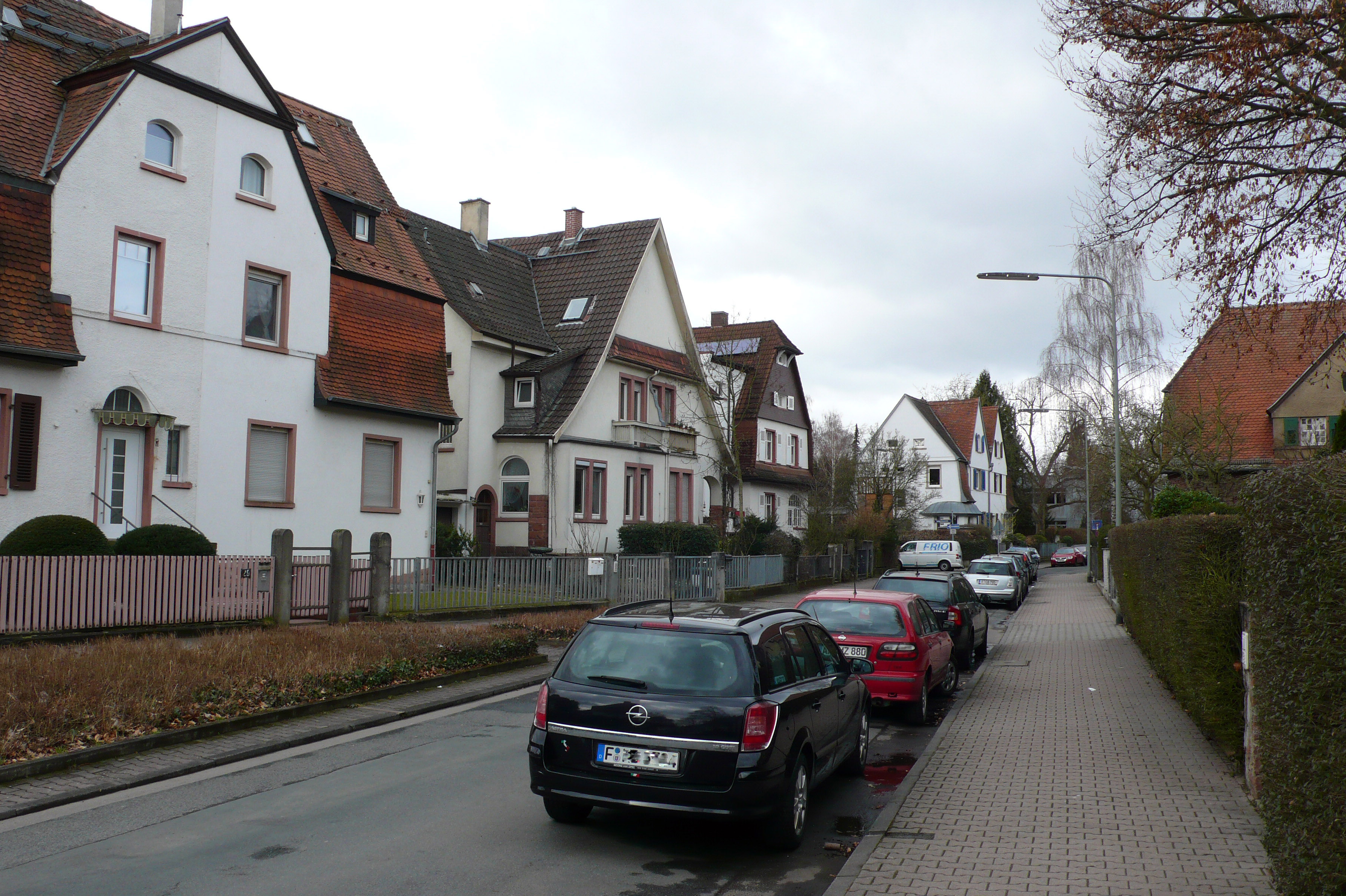
Siedlung Wiesenau Hohemarkstraße

## Entstehung und Entwicklung
Das Wohngebiet entstand ab dem Jahr 1910 auf dem Acker des Bauern Philipp Himmelreich westlich des Gasthofs „Wiesenau“ zwischen Heddernheimer Landstraße und Urselbach. In diesem Jahr wurde der Stadtteil auch eingemeindet. Im älteren, etwa vier Hektar großen Teil der Siedlung wurden etwa fünfzig Villen im Stil des Historismus errichtet. Die zweigeschossige Bebauung besteht meist aus Doppelhäusern mit großzügigen Vorgärten. Ein prominenter Bewohner war der Maler Paul Klimsch.
Das Gebiet ist hauptsächlich über die Hohemarkstraße erschlossen, die über mehrere weitere Wohnstraßen an die Niederurseler Landstraße angebunden ist. Im Norden verlaufen der Urselbach und die U-Bahn. Dort befindet sich auch die nach der Siedlung benannte Station Wiesenau. 

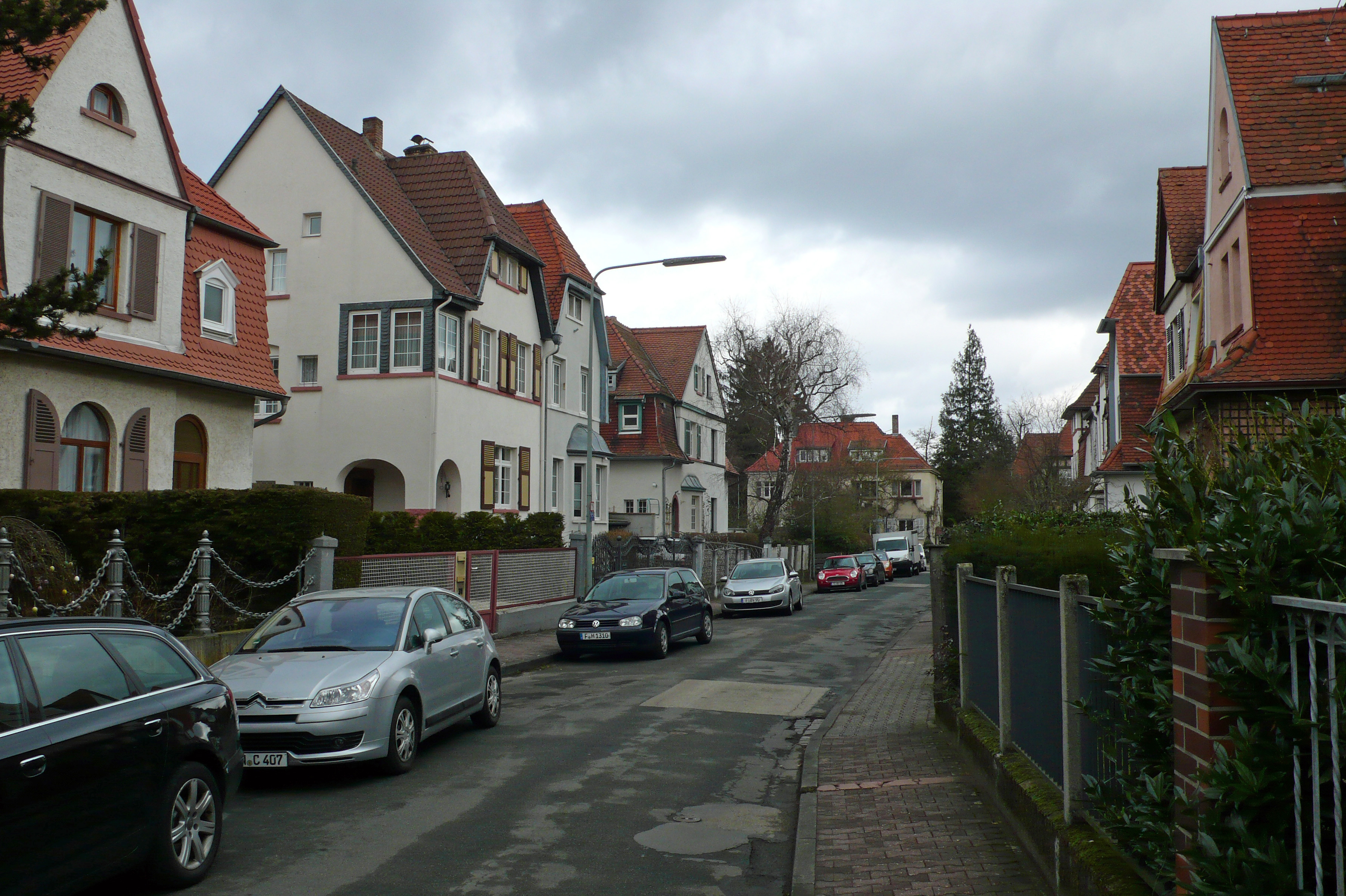
Siedlung Wiesenau Goldgrubenstraße

Für die Architektur der Villen ist der Landhauscharakter von Jugendstil, Neorenaissance und Neoklassizismus prägend. Die Häuser sind meist mit steilen Sattel- oder Walmdächern gedeckt, die teils Zwerchhäuser aufweisen. Die Fassaden sind hell verputzt und mit Gesimses und Fensterbänken aus Naturstein gestaltet. Für das Erscheinungsbild prägend sind auch die aufwendigen Einfriedungen der Grundstücke und die eingewachsenen Vorgärten. Aufgrund der Eigenart des Gebiets hat die Stadt Frankfurt eine Erhaltungssatzung im Jahr 2008 in Kraft gesetzt, die die städtebauliche Gestalt der Siedlung erhalten soll. 
Im Westen direkt im Anschluss an das Wohngebiet wurde 1928 der Neubau der Niederurseler Volksschule errichtet, die 1965 in Heinrich-Kromer-Schule umbenannt wurde und seither als Grundschule für Niederursel fungiert. Im Süden entstand in den 1960er Jahren die Nordweststadt.